# Lost (serie televisiva)
Lost è una serie televisiva statunitense creata da J. J. Abrams, Damon Lindelof e Jeffrey Lieber per il network televisivo ABC, trasmessa dal 22 settembre 2004 al 23 maggio 2010, per un totale di sei stagioni e 114 episodi. La storia mescola suggestioni sovrannaturali con elementi di fantascienza e segue le vicende di un gruppo di sopravvissuti a un disastro aereo che si ritrovano dispersi su un'isola misteriosa nell'Oceano Pacifico del sud. La serie è sorretta da una forte narrazione orizzontale e ogni episodio è tipicamente composto da una linea narrativa primaria ambientata sull'isola, accompagnata da sequenze in flashback e in flashforward che approfondiscono uno o più personaggi. È caratterizzata inoltre dalla presenza di elementi filosofici, scientifici, religiosi e mitologici.
La serie è prodotta da Bad Robot Productions e Touchstone Television. J. J. Abrams, Damon Lindelof e Jeffrey Lieber hanno scritto l'episodio pilota, diretto da Abrams. Lindelof e Carlton Cuse sono stati gli showrunner per tutta la durata della serie, lavorando insieme a numerosi produttori esecutivi e sceneggiatori. Lost venne quasi interamente girata sull'isola di Oahu, alle Hawaii. A causa del suo grande cast corale e delle sue location,  figura tra le serie televisive più costose della storia della televisione; il solo episodio pilota costò 14 milioni di dollari.
Considerata una delle migliori serie televisive di tutti i tempi, Lost è stata acclamata dal pubblico e dalla critica e ha totalizzato rilevanti risultati in termini di share: negli Stati Uniti, la prima stagione ebbe in media 16 milioni di spettatori a episodio; la sesta e ultima stagione ebbe in media 11 milioni di spettatori. Ha ricevuto centinaia di riconoscimenti, tra cui il Premio Emmy per la miglior serie drammatica nel 2005, il Golden Globe nella stessa categoria nel 2006, lo Screen Actors Guild Award per il miglior cast in una serie drammatica e il Writers Guild of America Award per la miglior sceneggiatura televisiva. Insieme a Desperate Housewives e Grey's Anatomy, Lost è considerata una delle serie che hanno riportato al successo la ABC. Nel 2013 Lost è stata eletta come la 27ª serie con la scrittura migliore nella storia della televisione dalla Writers Guild of America.

## Trama
Il 22 settembre 2004 l'aereo di linea 815 della compagnia australiana Oceanic Airlines, in volo da Sydney a Los Angeles, precipita su un'isola che appare disabitata. I 48 sopravvissuti si accampano sulla spiaggia e si organizzano per resistere fino all'arrivo dei soccorsi, che però tardano ad arrivare. Ben presto, tuttavia, scoprono che il loro aereo è uscito dalla rotta prevista di circa mille miglia e che l'isola è teatro di una serie di eventi apparentemente inspiegabili. Nel tentativo di trovare un modo per fuggire, si renderanno conto che altre persone, prima di loro, sono naufragate su quell'isola e probabilmente sono ancora lì. Contemporaneamente, si sviluppano amicizie e tensioni tra i vari superstiti, le cui storie personali celano molti segreti, con cui saranno costretti a confrontarsi, senza considerare le presenze misteriose intorno a loro, gli "Altri".

## Mitologia
Gli episodi di Lost includono diversi elementi misteriosi, tipici della fantascienza, e diversi fenomeni soprannaturali. I creatori della serie si riferiscono a questi elementi come la "mitologia" della serie. Tra gli elementi mitologici dello show troviamo il "Mostro", un gruppo di abitanti, chiamati dai sopravvissuti "Gli Altri", un'organizzazione scientifica chiamata "Progetto Dharma", che costruì diverse stazioni di ricerca sull'isola, una sequenza di numeri, che spesso appare nelle vite dei personaggi, e connessioni personali tra i personaggi, delle quali sono spesso inconsapevoli.
Lost ha tratto ispirazioni, tra gli altri, anche dal romanzo dello scrittore argentino Adolfo Bioy Casares L'invenzione di Morel.

## Episodi
| Stagione         | Episodi | Prima TV originale | Prima TV Italia |
| ---------------- | ------- | ------------------ | --------------- |
| Prima stagione   | 24      | 2004-2005          | 2005            |
| Seconda stagione | 23      | 2005-2006          | 2006            |
| Terza stagione   | 22      | 2006-2007          | 2007            |
| Quarta stagione  | 13      | 2008               | 2008            |
| Quinta stagione  | 16      | 2009               | 2009            |
| Sesta stagione   | 16      | 2010               | 2010            |
| Episodi speciali | 13      | 2005-2010          | 2005-2010       |

### Lost: Missing Pieces
Lost: Missing Pieces è una miniserie composta da 13 mini-episodi di durata da 1 a 3 minuti che approfondisce alcuni aspetti della serie fino a quel punto rimasti nell'ombra.

### The New Man in Charge
The New Man in Charge è l'epilogo della serie, uscito il 24 agosto 2010 come parte del DVD della sesta stagione. Segue Hugo "Hurley" Reyes e Benjamin Linus dopo gli eventi del finale della sesta stagione. Malcolm David Kelley riprende il ruolo di Walt Lloyd dopo essere stato assente per l'intera ultima stagione.

## Personaggi e interpreti
- Sayid Hassan Jarrah (stagioni 1-6), interpretato da Naveen Andrews, doppiato da Antonio Palumbo.
- Claire Littleton (stagioni 1-4, 6), interpretata da Emilie de Ravin, doppiata da Federica De Bortoli.
- Jack Shephard (stagioni 1-6), interpretato da Matthew Fox, doppiato da Vittorio Guerrieri.
- Hugo "Hurley" Reyes (stagioni 1-6), interpretato da Jorge Garcia, doppiato da Corrado Conforti.
- Shannon Rutherford (stagioni 1-2; ospite: stagioni 3, 6), interpretata da Maggie Grace, doppiata da Alida Milana.
- James "Sawyer" Ford (stagioni 1-6), interpretato da Josh Holloway, doppiato da Fabio Boccanera.
- Walter "Walt" Lloyd (stagioni 1-2; ospite: stagioni 3, 5; ricorrente: stagione 4), interpretato da Malcolm David Kelley, doppiato da Giacomo Lo Verso (stagione 1) e Jacopo Bonanni (stagioni 2-6).
- Jin-Soo "Jin" Kwon (stagioni 1-6), interpretato da Daniel Dae Kim, doppiato da Gianluca Musiu.
- Sun-Hwa "Sun" Kwon (stagioni 1-6), interpretata da Yunjin Kim, doppiata da Monica Migliori.
- Kate Austen (stagioni 1-6), interpretata da Evangeline Lilly, doppiata da Daniela Calò.
- Charlie Pace (stagioni 1-3; ospite: stagione 4; ricorrente: stagione 6), interpretato da Dominic Monaghan, doppiato da Massimiliano Alto.
- Jonathan "John" Locke (stagioni 1-6), interpretato da Terry O'Quinn, doppiato da Rodolfo Bianchi.
- Michael Dawson (stagioni 1-2, 4; ospite: stagione 6), interpretato da Harold Perrineau, doppiato da Fabrizio Vidale.
- Boone Carlyle (stagione 1; ricorrente: stagioni 2-3, 6), interpretato da Ian Somerhalder, doppiato da Stefano Crescentini.
- Mr. Eko (stagioni 2-3), interpretato da Adewale Akinnuoye-Agbaje, doppiato da Roberto Certomà.
- Ana Lucia Cortez (ospite: stagioni 1, 5-6; principale: stagione 2), interpretata da Michelle Rodriguez, doppiata da Perla Liberatori.
- Elizabeth "Libby" Smith (stagione 2; ospite: stagione 4; ricorrente: stagione 6), interpretata da Cynthia Watros, doppiata da Sabrina Duranti.
- Desmond David Hume (ricorrente: stagione 2; principale: stagioni 3-6), interpretato da Henry Ian Cusick, doppiato da Massimo Rossi.
- Benjamin "Ben" Linus (ricorrente: stagione 2; principale: stagioni 3-6), interpretato da Michael Emerson, doppiato da Fabrizio Temperini.
- Juliet Burke (stagioni 3-5; ricorrente: stagione 6), interpretata da Elizabeth Mitchell, doppiata da Alessandra Korompay.
- Nikki Fernadez (stagione 3), interpretata da Kiele Sanchez, doppiata da Barbara De Bortoli.
- Paulo (stagione 3), interpretato da Rodrigo Santoro, doppiato da Riccardo Niseem Onorato.
- Daniel Faraday (stagioni 4-5; ricorrente: stagione 6), interpretato da Jeremy Davies, doppiato da Alessandro Quarta.
- Miles Straume (stagioni 4-6), interpretato da Ken Leung, doppiato da Christian Iansante.
- Charlotte Staples Lewis (stagioni 4-5; ricorrente: stagione 6), interpretata da Rebecca Mader, doppiata da Selvaggia Quattrini.
- Richard Alpert (ricorrente: stagioni 3-5; principale: stagione 6), interpretato da Nestor Carbonell, doppiato da Francesco Prando.
- Frank Lapidus (ricorrente: stagioni 4-5; principale: stagione 6), interpretato da Jeff Fahey, doppiato da Pasquale Anselmo.
- Ilana Verdansky (ricorrente: stagione 5; principale: stagione 6), interpretata da Zuleikha Robinson, doppiata da Myriam Catania.

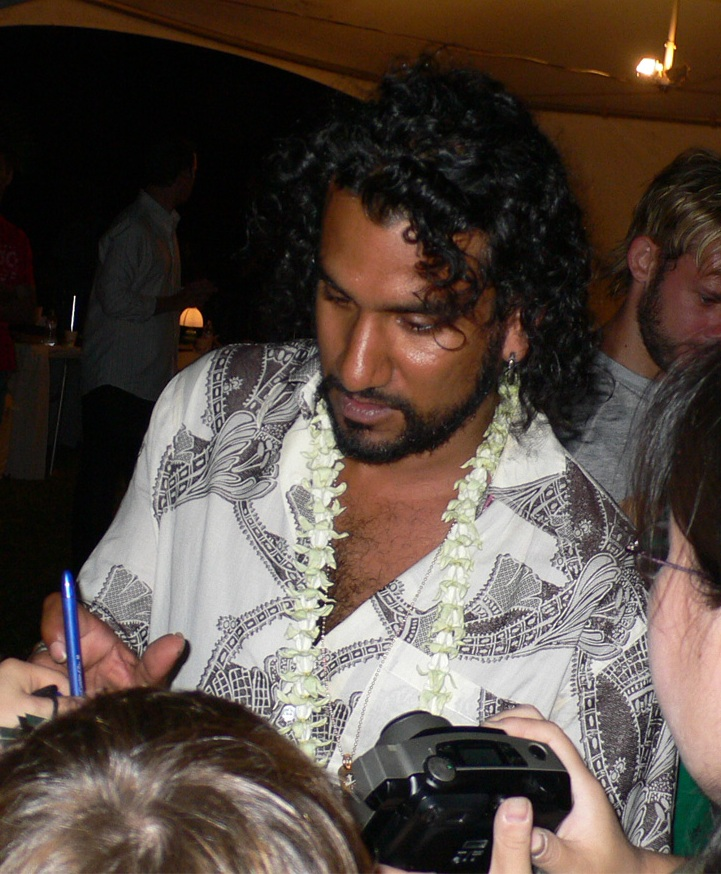
Naveen Andrews interpreta Sayid Jarrah
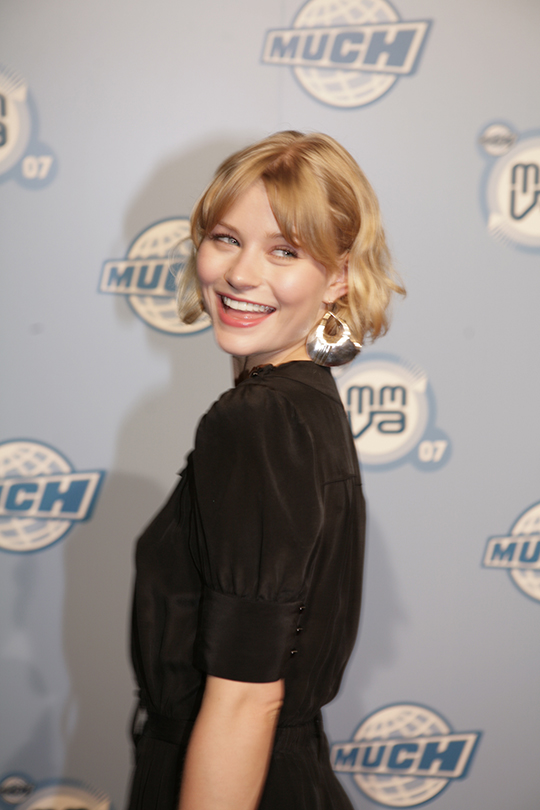
Emilie de Ravin interpreta Claire Littleton
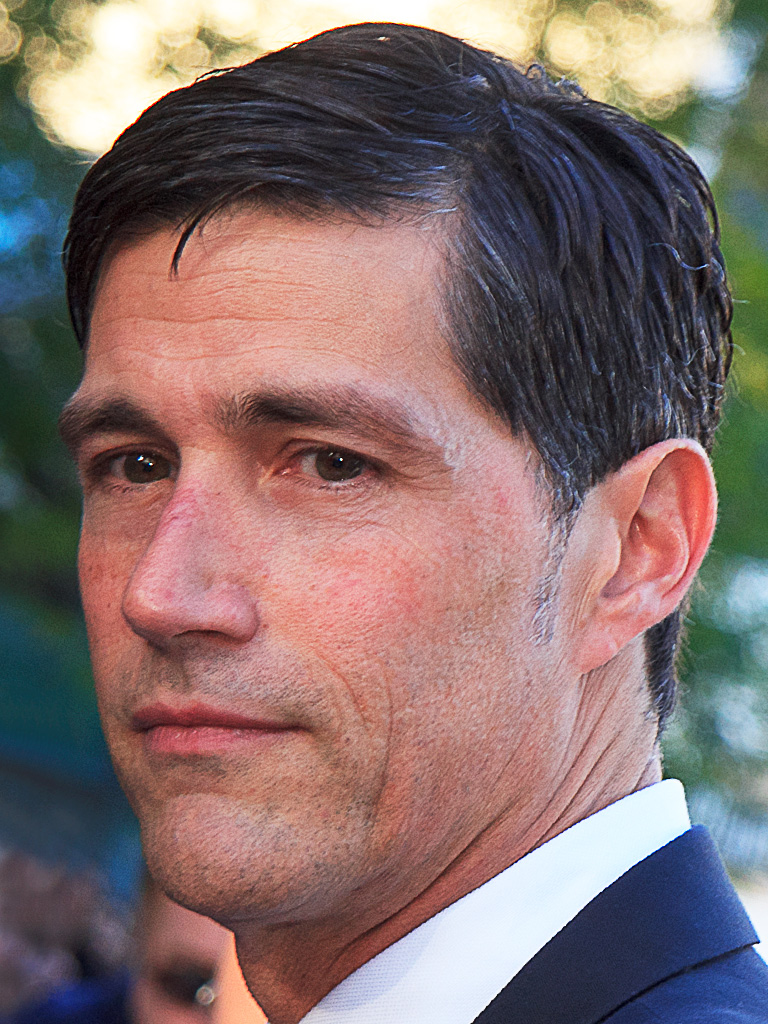
Matthew Fox interpreta Jack Shepard
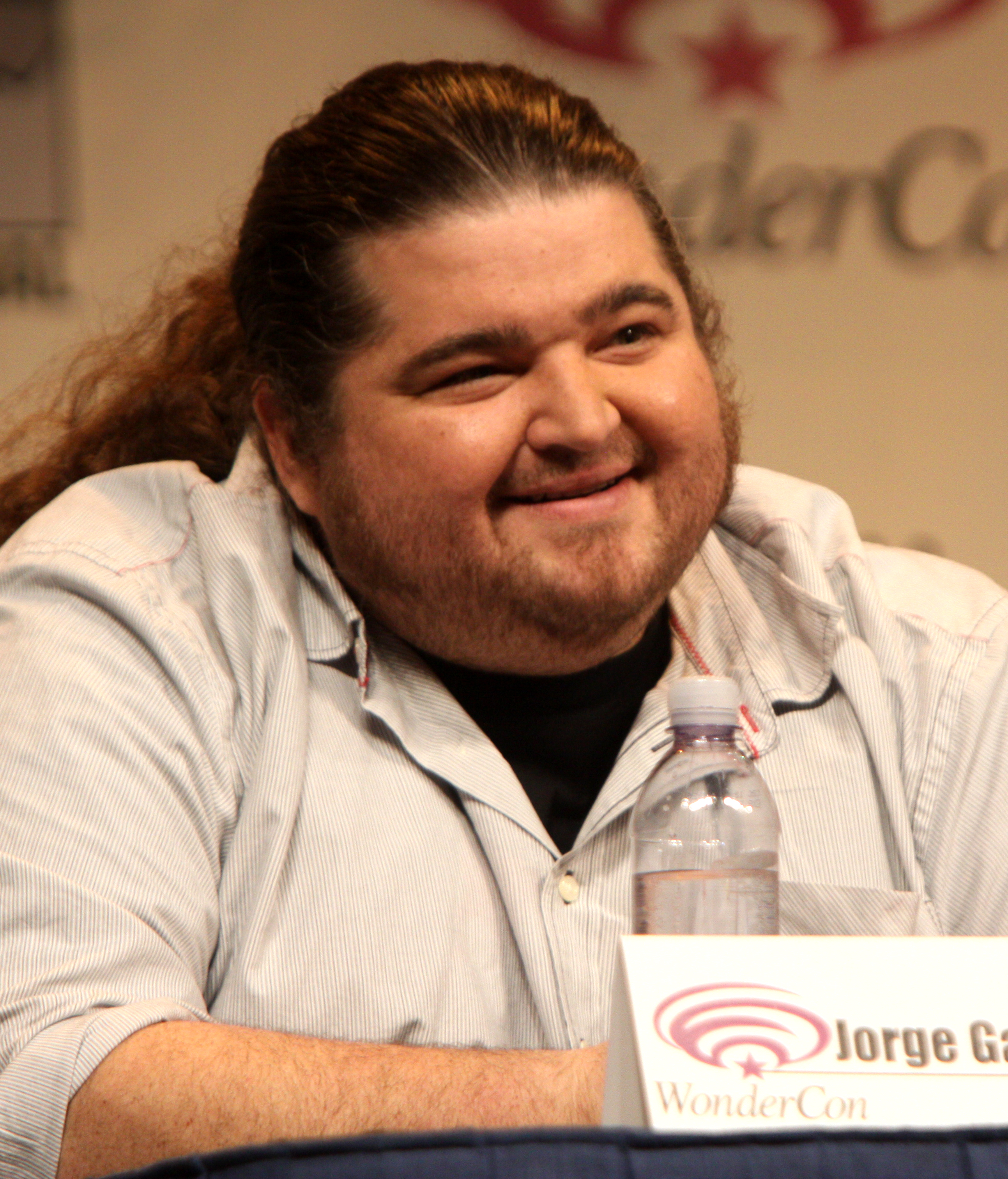
Jorge Garcia interpreta Hugo Reyes
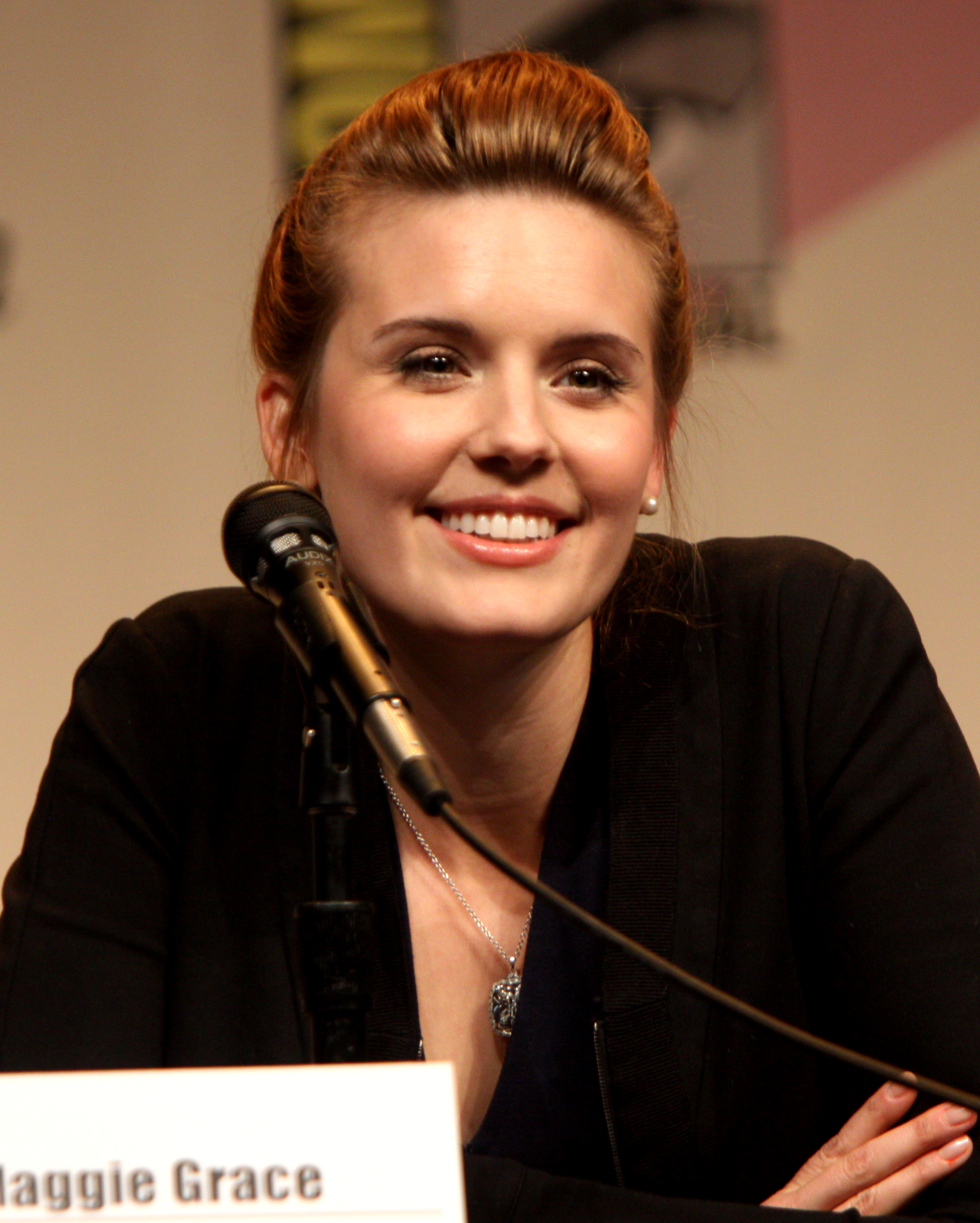
Maggie Grace interpreta Shannon Rutherford
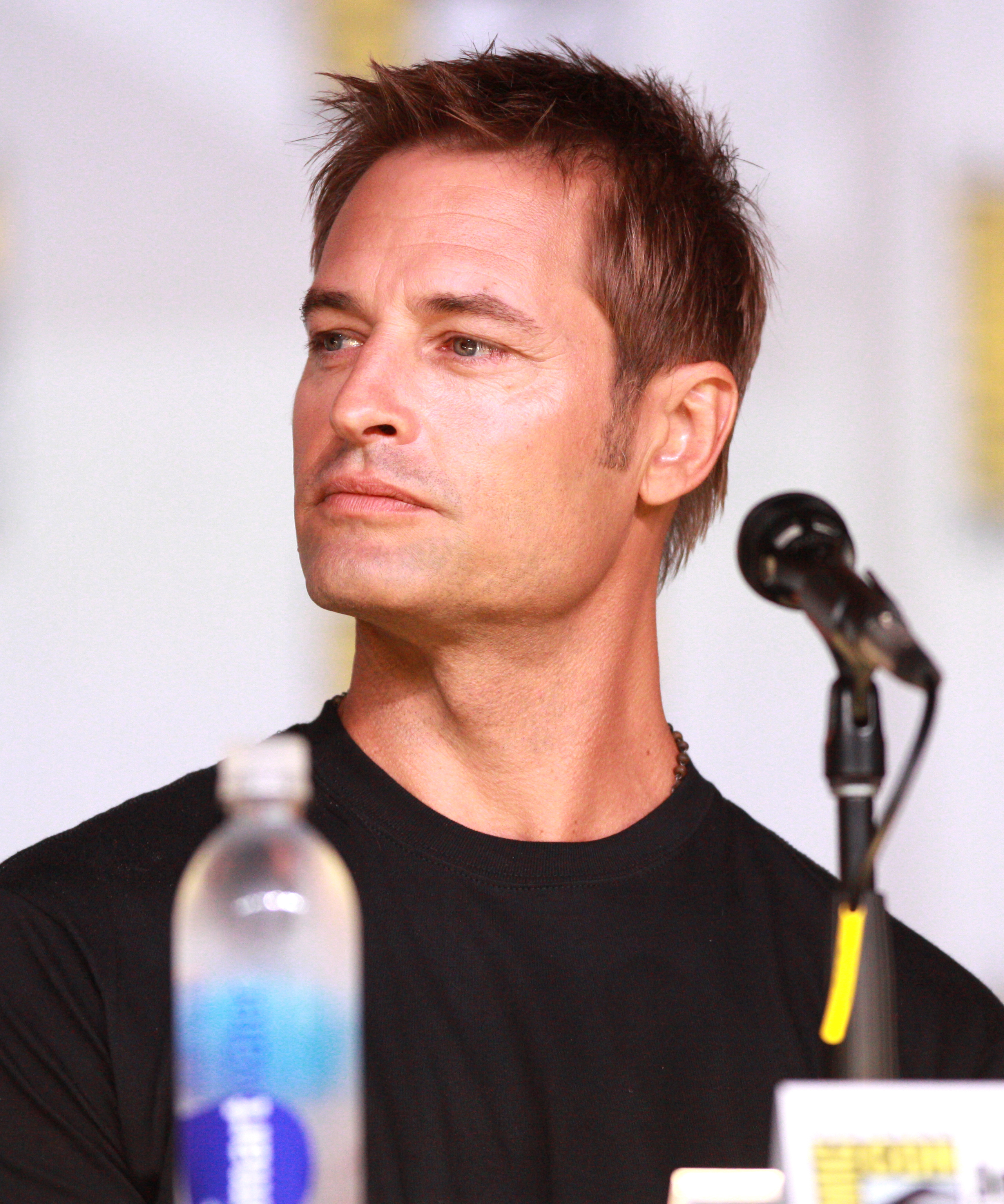
Josh Holloway interpreta James Ford
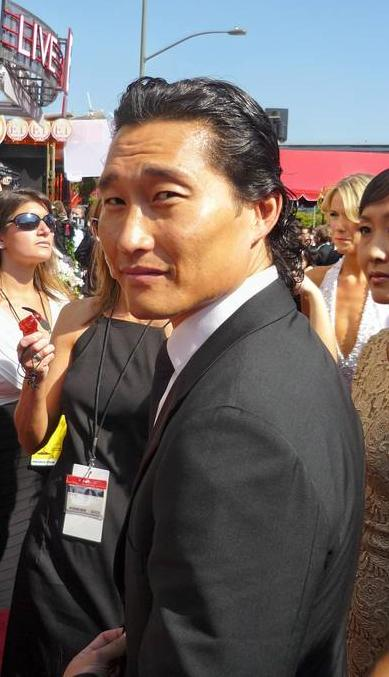
Daniel Dae Kim interpreta Jin Kwon
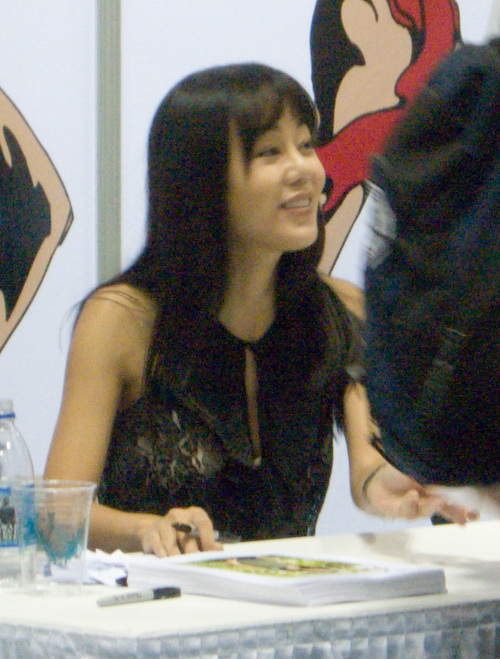
Yunjin Kim interpreta Sun Kwon
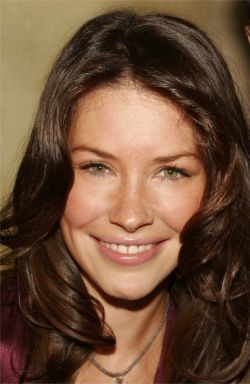
Evangeline Lilly interpreta Kate Austen
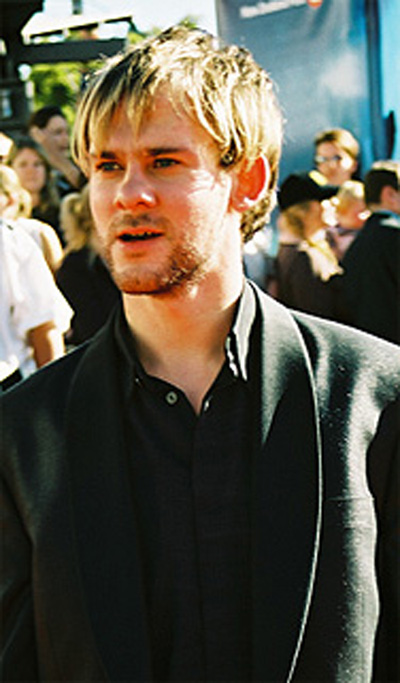
Dominic Monaghan interpreta Charlie Pace
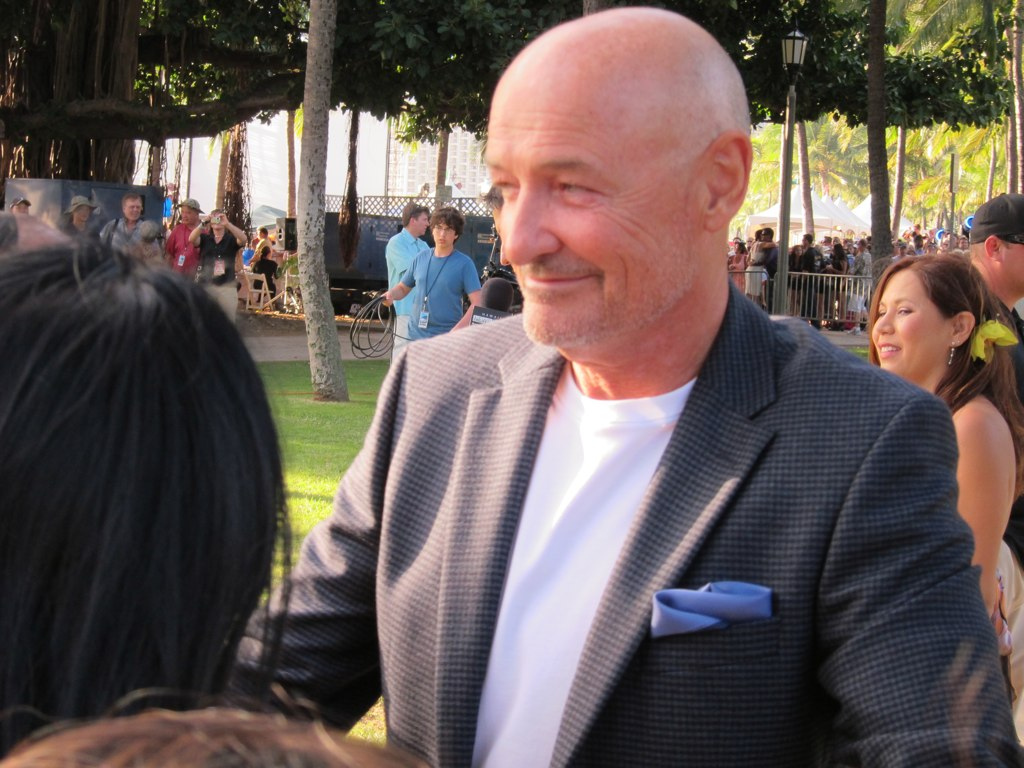
Terry O'Quinn interpreta John Locke
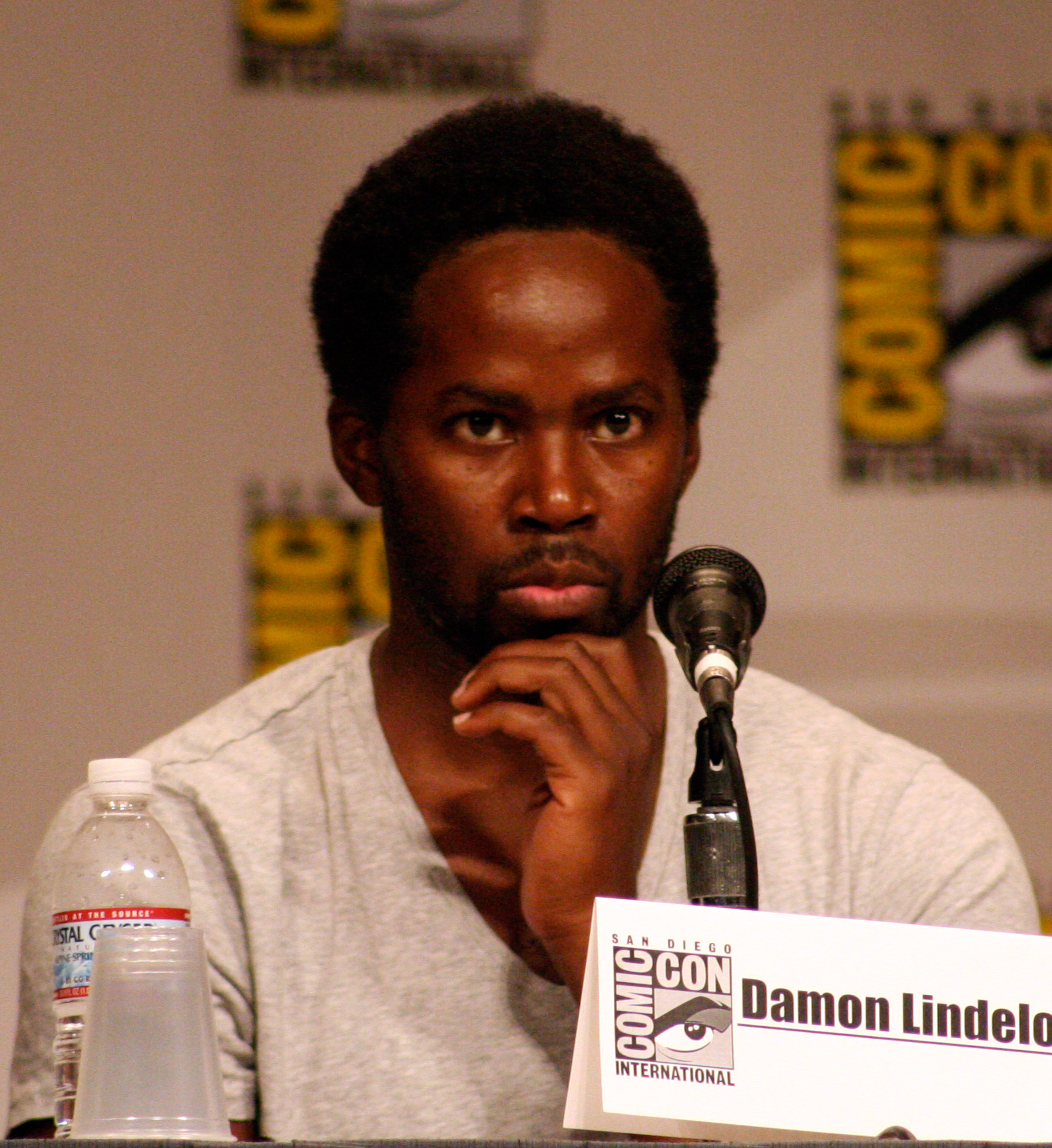
Harold Perrineau interpreta Michael Dawson
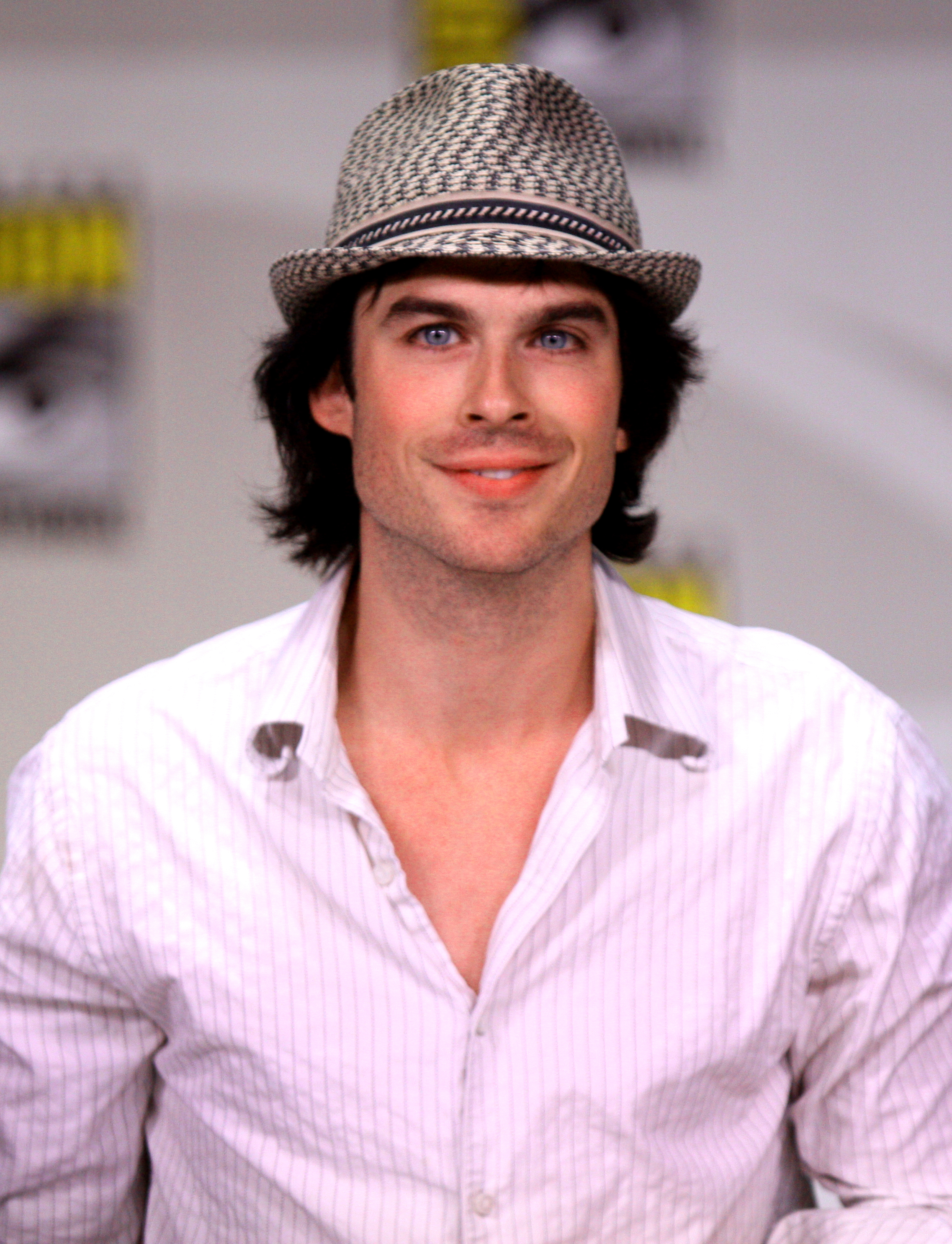
Ian Somerhalder interpreta Boone Carlyle
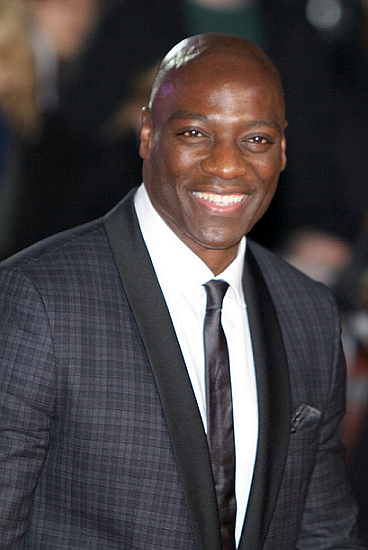
Adewale Akinnuoye-Agbaje interpreta Mr. Eko
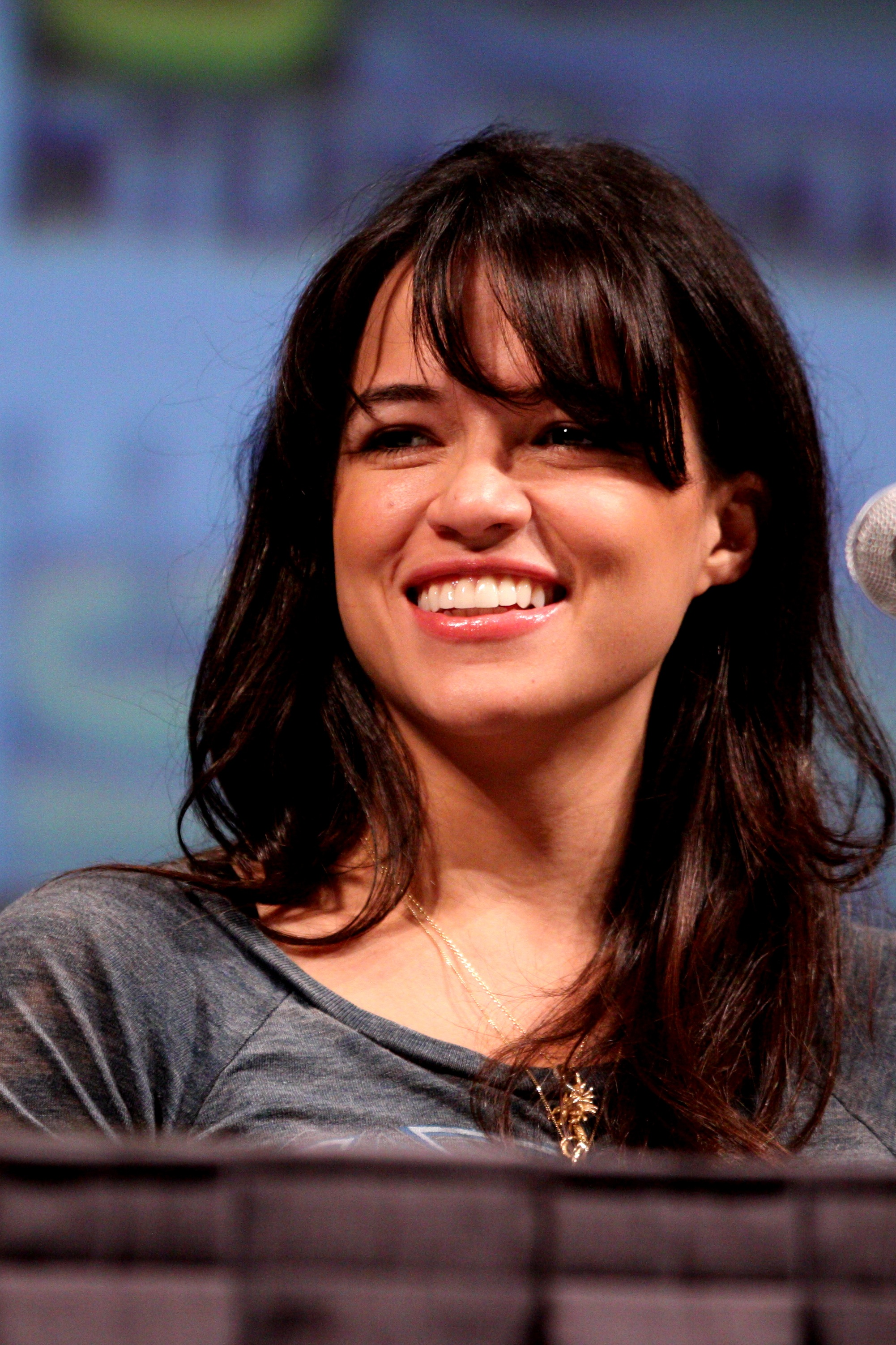
Michelle Rodriguez interpreta Ana Lucia Cortez
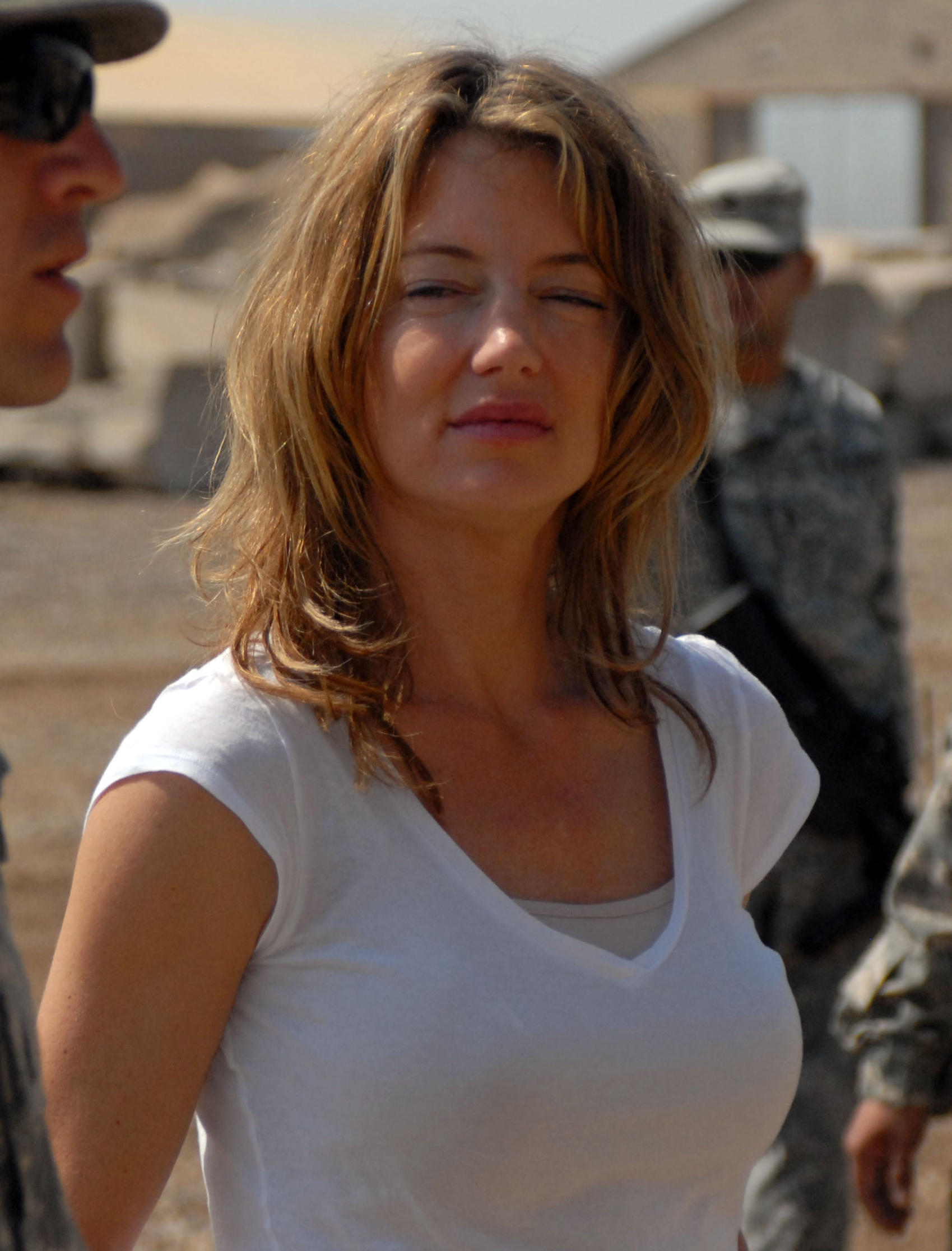
Cynthia Watros interpreta Libby Smith
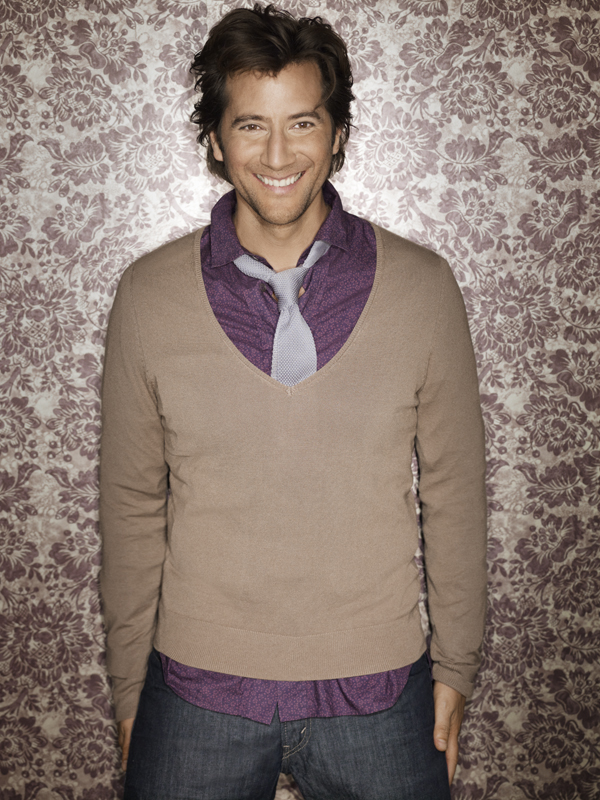
Henry Ian Cusick interpreta Desmond Hume
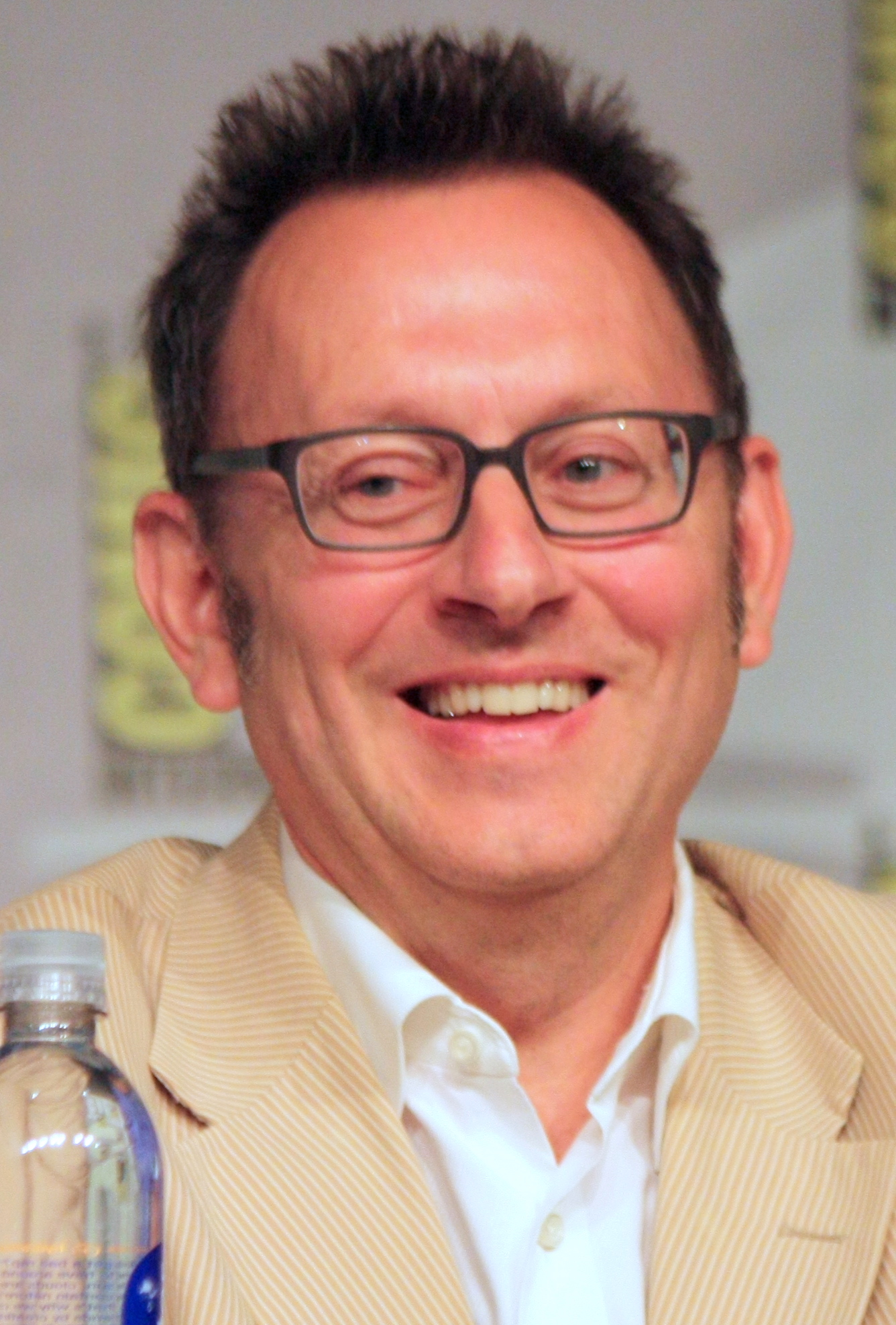
Michael Emerson interpreta Ben Linus
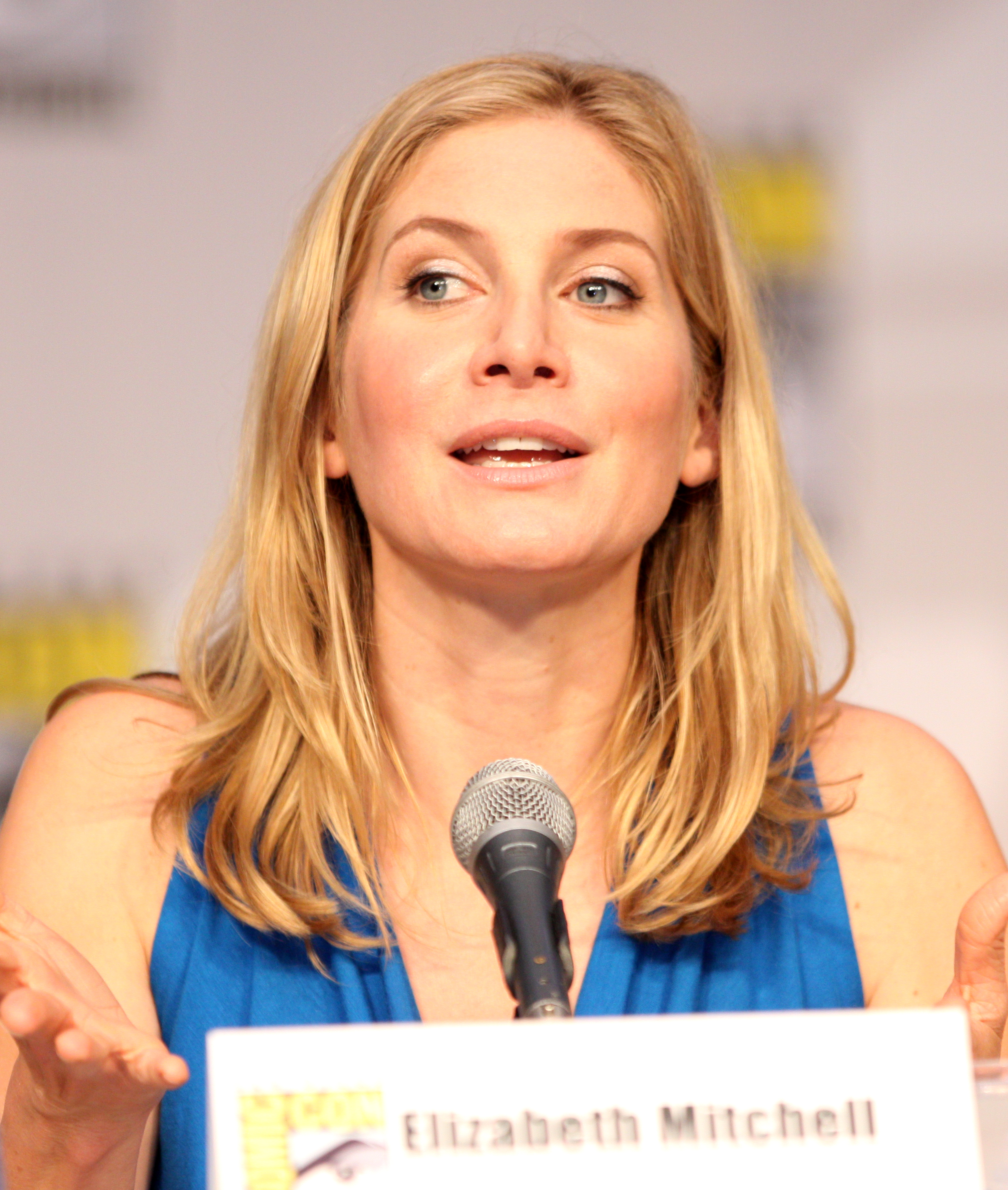
Elizabeth Mitchell interpreta Juliet Burke
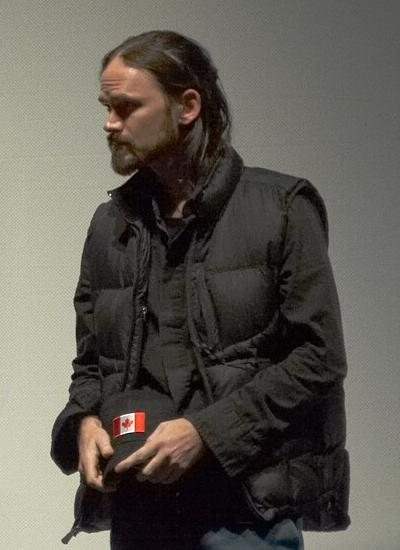
Jeremy Davies interpreta Daniel Faraday
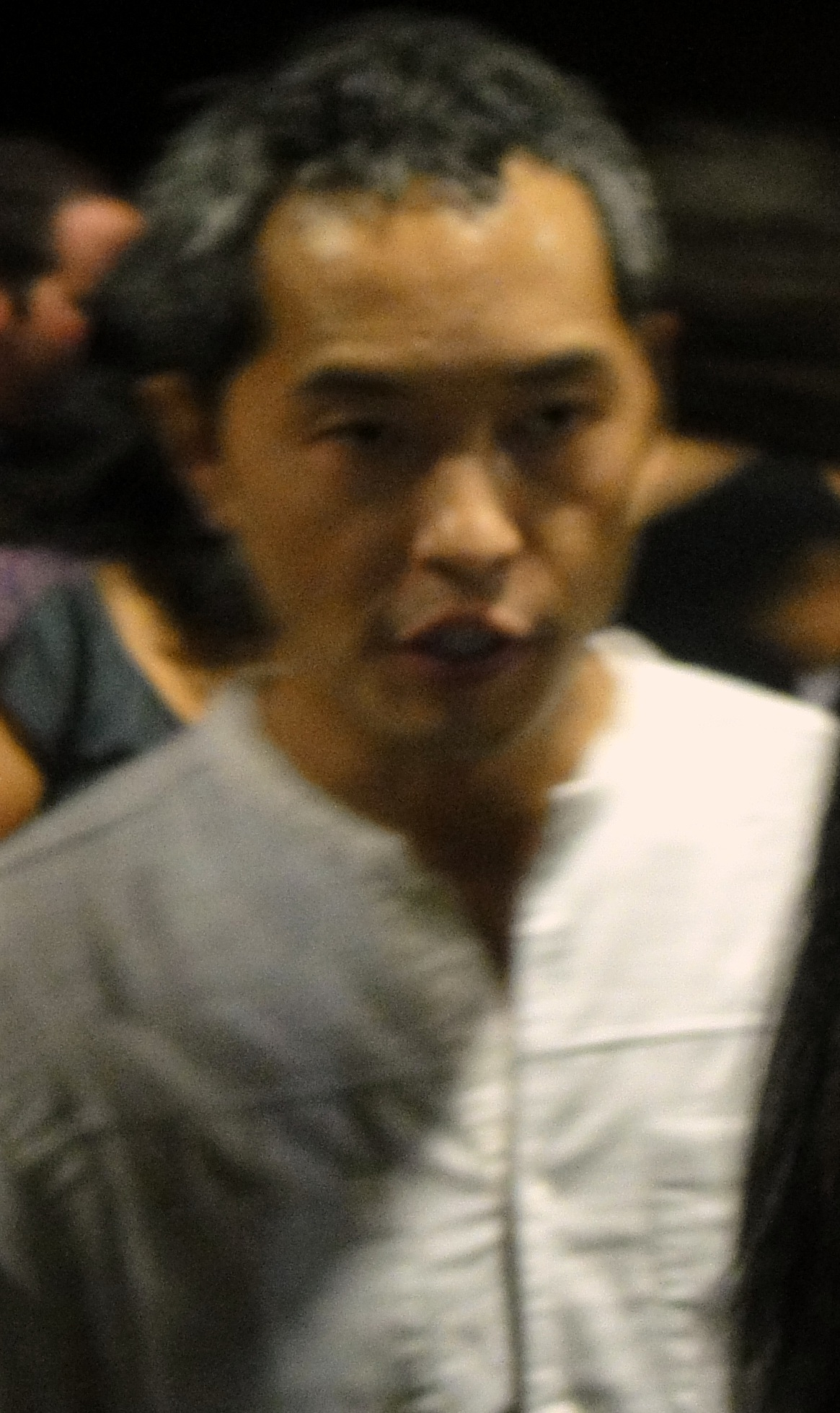
Ken Leung interpreta Miles Straume
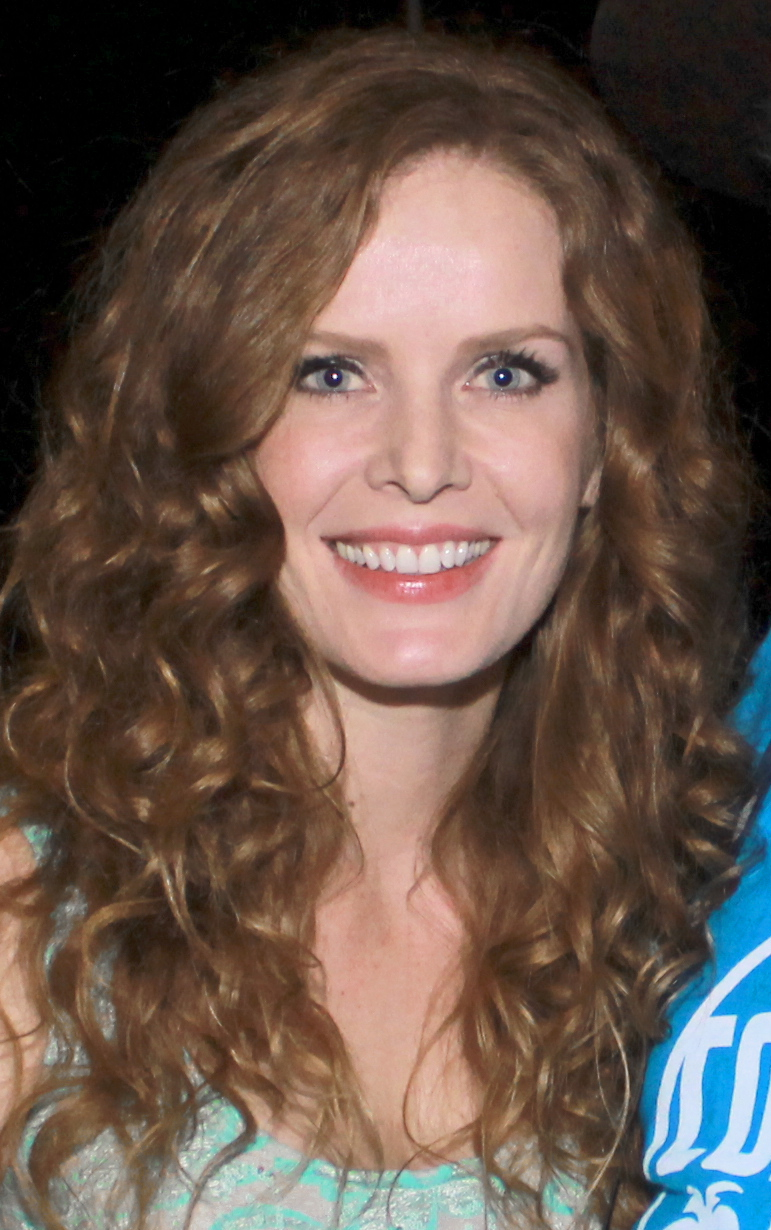
Rebecca Mader interpreta Charlotte Lewis
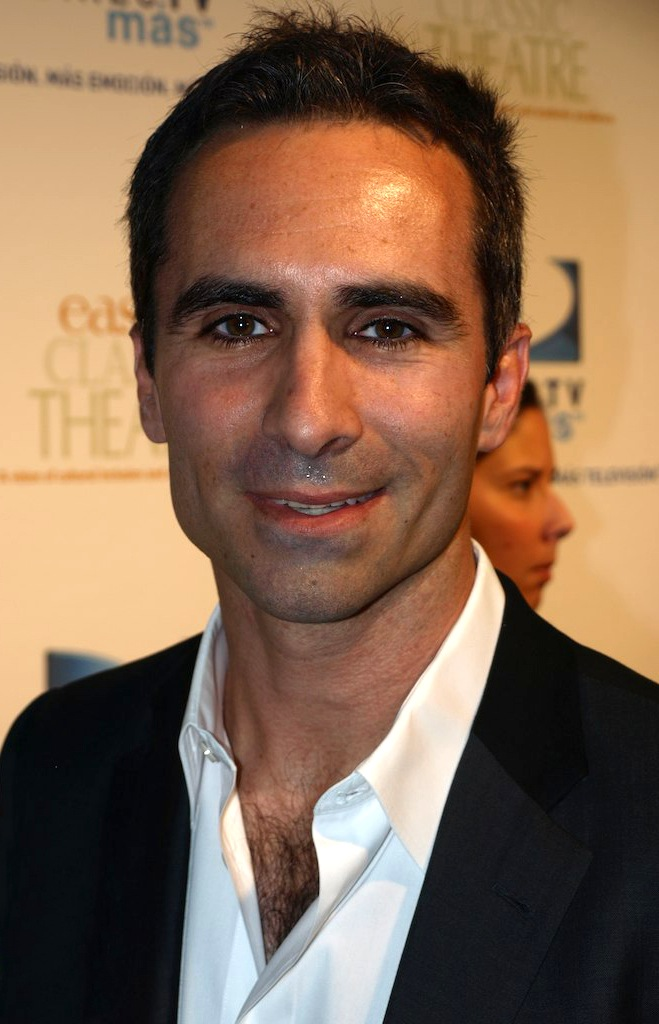
Nestor Carbonell interpreta Richard Alpert
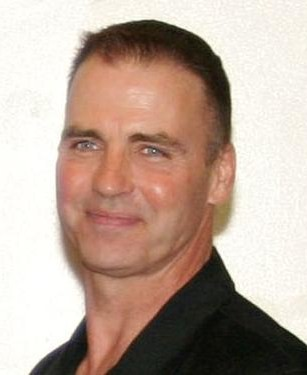
Jeff Fahey interpreta Frank Lapidus

## Produzione

### Sviluppo
La serie è considerata una delle produzioni più costose della storia della televisione (il solo episodio pilota costò 14 milioni di dollari), tanto che a partire dalla prima stagione le spese avevano costretto i produttori esecutivi della ABC a considerare l'idea di cambiare la location.
Il produttore esecutivo della serie Carlton Cuse ha detto che fissare la data per il gran finale sarebbe stato l'ideale per il team per sviluppare al meglio la storia con tutti i misteri e gli enigmi irrisolti, spiegando come "questa storia ha un inizio, una parte centrale e una fine: annunciando esattamente quando la serie finirà, sarà possibile far proseguire la vicenda nella giusta direzione al giusto ritmo". Sempre Cuse proponeva inoltre il centesimo episodio come gran finale, corrispondente all'arrivo della serie alla quinta stagione. Il presidente della ABC si è dimostrato però contrario dichiarando che, se fosse stato il caso, avrebbe cercato nuovi produttori per far continuare la serie. Alla fine è stato raggiunto l'accordo e la fine della serie è stata annunciata per il 2010 con altre tre stagioni da sedici ore di programma senza interruzioni, per un totale di quarantotto ore, negli anni 2008, 2009 e 2010.
Lo sciopero degli sceneggiatori della WGA dell'inverno 2007-2008 ha però condizionato la realizzazione di questo progetto: prima dell'inizio dello sciopero, infatti, sono stati girati soltanto otto dei sedici episodi previsti per la quarta stagione, che hanno cominciato a essere trasmessi a partire dal 31 gennaio 2008. In seguito, dopo la conclusione dello sciopero, i produttori della serie hanno dichiarato di poter realizzare altri cinque episodi entro la fine della stagione televisiva, portando così la durata della quarta stagione della serie a tredici ore (interruzioni pubblicitarie comprese), successivamente portate a quattordici grazie all'intervento dei produttori della serie presso il presidente della ABC. Gli stessi produttori hanno dichiarato inoltre che le ore di programma mancanti non sarebbero state perse, ma recuperate nelle due stagioni successive, per la durata quindi di diciassette ore ciascuna. Successivamente, è stato confermato l'allungamento della sesta stagione a diciotto ore, per un totale di sedici episodi. Pochi giorni prima del finale della serie, la ABC ha acconsentito alle richieste dei produttori e ha aggiunto all'episodio finale, di durata già doppia rispetto al solito, un'ulteriore mezz'ora di trasmissione, arrivando così, al netto della pubblicità, a un episodio finale della durata di circa 105 minuti.

### Casting

John Terry interpreta Christian Shephard

Dei 324 a bordo, si contano 72 sopravvissuti iniziali (71 persone e un cane, Vincent, interpretato dai labrador Madison e Pono) sparsi per le tre sezioni in cui si è spaccato l'aereo. La stagione d'apertura contava nel cast 14 ruoli principali, che hanno fatto di Lost il secondo cast più grande per una serie americana, secondo solo a Desperate Housewives. Un cast così esteso ha reso la produzione della serie più costosa, ma gli autori hanno potuto beneficiare di una maggiore flessibilità narrativa. Secondo il produttore esecutivo Bryan Burk: "Puoi avere più interazioni tra personaggi e creare più storie e più triangoli amorosi."
I 14 ruoli principali da protagonista sono: il chirurgo Jack Shephard (Matthew Fox), la fuggitiva Kate Austen (Evangeline Lilly), il truffatore James "Sawyer" Ford (Josh Holloway), l'ex-guardia repubblicana irachena Sayid Jarrah (Naveen Andrews), lo sfortunato vincitore della lotteria Hugo “Hurley” Reyes (Jorge Garcia), il misterioso John Locke (Terry O'Quinn), la rock star Charlie Pace (Dominic Monaghan), la ragazza madre australiana Claire Littleton (Emilie de Ravin), i coniugi sudcoreani Jin-Soo Kwon e Sun-Hwa Kwon (Daniel Dae Kim e Yunjin Kim), l'architetto Michael Dawson e il figlio Walt Lloyd (Harold Perrineau Jr. e Malcolm David Kelley), l'ex-insegnante di danza Shannon Rutherford (Maggie Grace) e il suo fratellastro e imprenditore Boone Carlyle (Ian Somerhalder).
Nella seconda stagione vengono introdotti nuovi personaggi nel cast principale, facenti parte della seconda sezione dell'aereo presentata, quella di coda: l'ex-poliziotta Ana Lucia Cortez (Michelle Rodriguez), il prete nigeriano Mr. Eko (Adewale Akinnuoye-Agbaje) e la psicologa Libby Smith (Cynthia Watros).
Nella terza stagione vengono confermati come principali alcuni personaggi secondari già introdotti nella seconda stagione e nello stesso tempo entrano a far parte del cast principale personaggi del tutto nuovi. Fanno parte del primo gruppo l'ex-soldato scozzese Desmond Hume (Henry Ian Cusick) e il capo degli Altri Ben Linus (Michael Emerson), anche conosciuto come Henry Gale nella seconda stagione. Completamente nuovi sono invece la dottoressa Juliet Burke (Elizabeth Mitchell), e la coppia formata da Nikki Fernandez e dal fidanzato Paulo (Kiele Sanchez e Rodrigo Santoro).
Nella quarta stagione vengono introdotti altri tre personaggi principali, facenti parte dell'equipaggio del cargo Kahana. Si tratta del fisico Daniel Faraday (Jeremy Davies), dell'antropologa Charlotte Lewis (Rebecca Mader) e del sensitivo Miles Straume (Ken Leung).
Nella sesta ed ultima stagione della serie entra a far parte del cast principale Richard Alpert (Nestor Carbonell), personaggio già ricorrente nelle precedenti stagioni. Vengono inoltre promossi nel cast principale il pilota Frank Lapidus (Jeff Fahey) e la cacciatrice di taglie Ilana Verdansky (Zuleikha Robinson).
Numerosi sono poi i personaggi ricorrenti che si sono succeduti nel corso delle stagioni. Fra i più importanti citiamo la scienziata francese Danielle Rousseau (Mira Furlan), la figlia Alex (Tania Raymonde), il suo fidanzato Karl (Blake Bashoff), la coppia di sopravvissuti formata da Rose Henderson e Bernard Nadler (L. Scott Caldwell e Sam Anderson), la hostess Cindy Chandler (Kimberley Joseph), il misterioso Matthew Abaddon (Lance Reddick), la madre di Faraday Eloise Hawking (Fionnula Flanagan), il protettore dell'Isola Jacob (Mark Pellegrino) e la sua nemesi, l'uomo in nero (Titus Welliver), gli Altri Ethan Rom (William Mapother), Tom (M.C. Gainey) e Mikhail Bakunin (Andrew Divoff) e Dogen (Hiroyuki Sanada), il militare Martin Keamy (Kevin Durand), lo scienziato Pierre Chang (François Chau), la reclutatrice Naomi Dorrit (Marsha Thomason), il padre di Jack Christian Shephard (John Terry), la fidanzata di Desmond Penelope Widmore (Sonya Walger), il padre di Penelope e imprenditore Charles Widmore (Alan Dale), il figlio di Claire Aaron Littleton (William Blanchette), il capo della Dharma Horace Goodspeed (Doug Hutchison), e il cane Vincent (Madison e Pono).
Per l'episodio finale diversi personaggi considerati secondari vengono accreditati come regular.

### Riprese

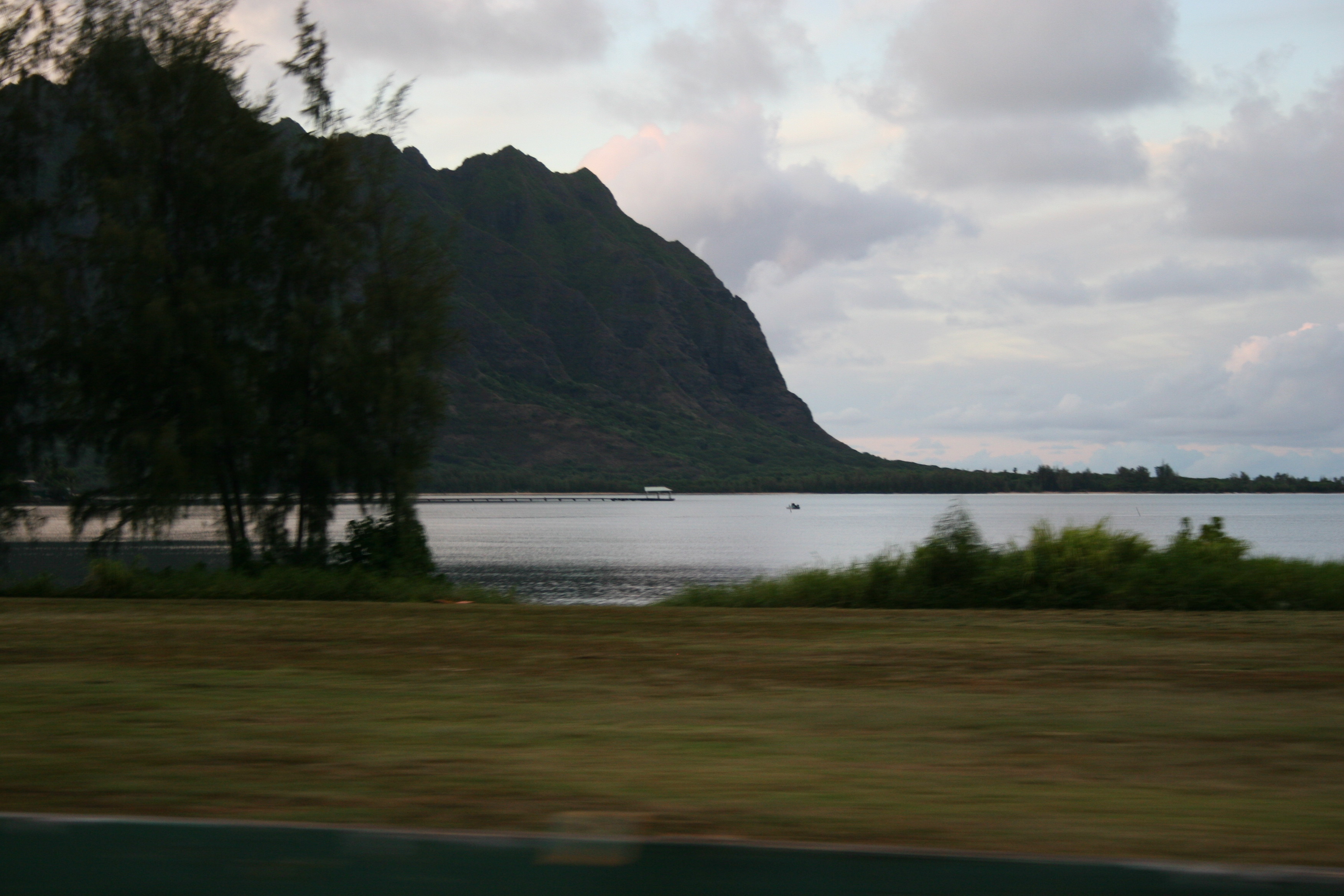
Un tratto dell'isola luogo delle riprese

Lost è stato girato interamente nell'isola hawaiana di Oahu. Le scene dell'episodio pilota sono state girate a Mokuleia Beach, nell'estremità nord-occidentale dell'isola.
Varie zone urbane della capitale Honolulu sono state usate per simulare i luoghi necessari per i vari flashback (come Los Angeles, New York, Iowa, Corea del Sud, Iraq, Nigeria, Inghilterra, Scozia, Tunisia e Australia).
Ad esempio, una scena ambientata all'aeroporto di Sydney è stata in realtà girata all'Hawaii Convention Center, mentre per simulare le installazioni militari della Guardia Repubblicana Irachena si è utilizzato un bunker risalente alla seconda guerra mondiale.

### Struttura degli episodi
Gli episodi di Lost hanno una struttura particolare che, con il tempo, è diventata una delle ragioni per cui la serie è diventata così famosa nel mondo.
Ogni episodio inizia con un prologo di pochi minuti, fino a raggiungere un punto di forte drammaticità. A questo punto compare la scritta LOST, in bianco su sfondo nero, che ruota avvicinandosi sempre più allo spettatore con l'accompagnamento di un suono indistinto. Quindi la narrazione riprende, ed è a questo punto che cominciano ad apparire i titoli di testa. Il finale dell'episodio prevede invece un procedimento inverso: dopo un finale generalmente costituito da un cliffhanger, l'immagine cambia bruscamente ed appare la scritta LOST, questa volta fissa, accompagnata da una percussione di timpani.
Per quanto riguarda invece la struttura interna dell'episodio, nella maggior parte dei casi vengono narrate due storie distinte: una principale, che narra gli eventi sull'isola e che continua di puntata in puntata, e una storia secondaria, focalizzata su eventi relativi a un solo personaggio e dal punto di vista di quest'ultimo, presentata tramite flash alternati alla storia principale e a questa più o meno collegati. Il passaggio dalle vicende sull'isola ai flash (e viceversa) viene segnalato da un suono simile al rombo di un motore di un aereo, di intensità crescente. Fino al finale della terza stagione, questi flash erano costituiti esclusivamente da flashback: venivano cioè raccontati eventi passati relativi ai personaggi. In seguito, hanno cominciato ad essere usati anche dei flashforward, che presentano le condizioni di alcuni dei personaggi in un tempo successivo alla storia principale. Nella quinta stagione si ha l'alternarsi di due storie, ognuna delle quali coinvolge protagonisti diversi, in due epoche diverse (il 2007, cioè il presente in quel punto della trama, e i diversi anni in cui i personaggi sull'isola "viaggiano" in seguito ai salti temporali). Questo meccanismo è stato chiamato dai produttori della serie Cuse e Lindelof flashpresent; in alcuni episodi della stagione, vengono anche mostrati dei flashback. Nella sesta ed ultima stagione, viene usato un nuovo espediente narrativo, definito flash sideways. Inizialmente, sembrava che tale espediente narrativo servisse per raccontare le vicende di due realtà tra loro parallele, ovvero quella vissuta dai protagonisti sull'Isola e un'ipotetica realtà in cui l'isola è affondata e l'incidente del volo 815 non ha avuto luogo, ma in realtà nell'ultimissima puntata si è scoperto che essi non erano altro che flash-forward, ambientati in una sorta di limbo venutosi a creare dopo la morte dei vari personaggi.
Parziali eccezioni a questo schema narrativo si sono avute in Gli altri 48 giorni e Al di là del mare (gli episodi sono entrambi costituiti interamente da un lungo flashback), Maternità (in cui la storia secondaria è un flashback avvenuto sull'isola, che è inteso in realtà come la riscoperta dei ricordi perduti da parte di Claire), Déjà vu e La costante (dove si segue uno schema del tutto diverso), Ji Yeon (compresenza di flashback e flashforward), Esodo (prima e seconda parte), Morte accertata, Casa dolce casa (prima, seconda e terza parte) (i flash si riferiscono a più di un personaggio), L'assenza e il vuoto, Namaste, Il nuovo leader (totale assenza di storie secondarie).

## Promozione
Sono stati sviluppati, in parallelo a Lost, tre diversi "Alternate Reality Games" (ARG), vale a dire un particolare tipo di gioco on line, destinato a rivelare indizi sulle stagioni seguenti e a fornire un'espansione dell'universo di Lost, al di fuori della storia rivelata negli episodi: si tratta di The Lost Experience, Find 815 e del Dharma Initiative Recruiting Project. La canonicità dei giochi è un argomento che è stato affrontato dagli autori in un episodio del podcast ufficiale della serie e verrà spiegata meglio nelle sezioni seguenti.

### The Lost Experience
Il primo ARG, The Lost Experience, si è sviluppato nell'intervallo tra la seconda e terza stagione (da maggio a settembre 2006).
In Lost è nota un'associazione, il Progetto DHARMA, acronimo di Department of Heuristics And Research on Material Applications. Questa associazione è finanziata dalla Hanso Foundation, fondata da Alvar Hanso. L'associazione è ai vertici della ricerca scientifica, e si occupa di matematica, salute mentale, elettromagnetismo, prolungamento della vita, e altre attività. Il gioco si è sviluppato attorno a una serie di indizi diffusi nel sito della Hanso Foundation (e in seguito anche su altri siti) da un hacker, Persephone, che pongono dei dubbi su quali siano i veri obiettivi dell'organizzazione. Gli indizi da trovare comprendevano password, immagini, frammenti di codici HTML. Enorme poi è stato il numero di blog e di siti specializzati che sono stati creati in relazione al gioco, per discuterne e fornire con cadenza quasi giornaliera indizi a chi non riuscisse a progredire all'interno dell'ARG.
In parallelo all'esperienza, nel maggio 2006, è stato pubblicato anche un libro collegato al gioco, Bad Twin, scritto dal fantomatico Gary Troup, uno dei passeggeri del volo Oceanic 815, ironicamente identificato dagli autori della serie come colui che viene risucchiato dalla turbina nel primo episodio.
Per quanto riguarda la canonicità di The Lost Experience, gli autori hanno precisato che ad essere canoniche sono solo le informazioni sulla Hanso Foundation e sull'equazione di Valenzetti.

### Find 815
Il secondo ARG, Find 815, è iniziato il 28 dicembre 2007 e si è concluso il 31 gennaio 2008, due ore prima dell'inizio della quarta stagione della serie.
Il gioco, caratterizzato da una minore complessità rispetto al precedente, inizia in modo simile: il sito ufficiale della Oceanic Airlines subisce le intrusioni, sotto forma di video, di un suo dipendente, Sam Thomas, che accusa la compagnia di non aver fatto tutto ciò che era in suo potere per ritrovare il volo 815. Sam era, fra l'altro, il fidanzato di una delle hostess presenti sul volo, Sonya.
A causa del suo comportamento, Sam viene licenziato dalla compagnia. La sera stessa, riceve un'e-mail dal misterioso Maxwell Group, che tramite una serie di indizi, lo induce ad imbarcarsi su una nave, la Christiane I, in partenza nello stretto della Sonda per una missione di ricerca. Gli indizi vengono rivelati tramite codici, password e giochi di vario tipo e consistono in nomi ed elementi presenti nella quarta stagione della serie. Il gioco si conclude quando l'aereo viene ritrovato al largo di Bali.
Per quanto riguarda la canonicità di Find 815, gli autori hanno precisato che ad essere canonici sono soltanto la missione di ricerca della Christiane I e il successivo ritrovamento dell'aereo.

### Dharma Initiative Recruiting Project
Il terzo ARG, destinato a "riempire" lo spazio di tempo fra la quarta e la quinta stagione della serie, è il Dharma Initiative Recruiting Project ("Progetto di reclutamento del Progetto Dharma"), precedentemente conosciuto come Octagon Global Recruiting. Il primo accenno all'ARG è stato durante uno stacco pubblicitario alla fine della quarta stagione della serie: la Octagon cercava personale per il Progetto Dharma, invitando chi fosse interessato a mandare un'e-mail e a presentarsi al Comic-Con di San Diego nei giorni 24, 25 e 26 luglio 2008. In seguito, è stato possibile per tutti i partecipanti alla convention iscriversi al sito ufficiale dell'ARG, ma è stato possibile iscriversi anche per chi non ha potuto presentarsi all'evento. In una fase successiva, gli iscritti hanno compiuto una serie di test atti a verificare le proprie competenze, in vista di una successiva assunzione nel Progetto: sono state verificate competenze spaziali, cultura generale, prontezza di riflessi, competenze matematiche, onestà e integrità.
Il gioco si è chiuso il 18 novembre 2008, quando il responsabile del progetto, Hans van Eeghen, ha riferito che, a causa della recente crisi economica, i finanziatori del progetto si sono ritirati in massa ed il marchio è stato venduto ai produttori di Lost, da cui i partecipanti al progetto dovranno aspettare ulteriori istruzioni. Nel frattempo, è possibile per gli iscritti scaricare dal sito un dossier personale, con cui verrà loro assegnata una specifica mansione all'interno del Progetto.
Il gioco è stato sostituito da DharmaSpecialAccess.com, un sito Internet in cui i partecipanti al Project possono visualizzare in anteprima contenuti speciali riguardanti la serie, comprese alcune anteprime degli episodi della quinta stagione. Nel primo video, presentato da Damon Lindelof e Carlton Cuse, i due produttori rivelano le vere motivazioni della sospensione dell'ARG, vale a dire un netto calo di interesse da parte dei partecipanti.

## Distribuzione

### In Italia
In Italia Lost è stato trasmesso dal canale televisivo satellitare Fox (visibile sulla piattaforma Sky) in prima visione, per poi essere replicato in chiaro su Rai 2 e, successivamente, su Rai 4.
A partire dalla quarta stagione, sono stati ridotti i tempi di attesa tra la trasmissione statunitense a quella italiana. Gli episodi della sesta stagione, seguendo un trend iniziato con FlashForward, vennero mandati in onda a solo 8 giorni di distanza dalla trasmissione statunitense. L'Italia è stata tra i 57 paesi del mondo che hanno trasmesso l'episodio finale della serie in contemporanea con la messa in onda negli Stati Uniti, intorno alle 5:00 di mattina (ora italiana) del 24 maggio 2010. L'episodio è stato poi trasmesso, sottotitolato, la sera stessa e, come per i precedenti, in versione doppiata nella settimana successiva.
Al contrario, Rai 2 ha collocato le ultime stagioni nel palinsesto estivo. L'ultima stagione è stata trasmessa in sole cinque settimane (al ritmo di tre episodi per volta) tra il 5 luglio e il 9 agosto 2010, dopo che nei mesi precedenti erano stati riproposte le prime cinque stagioni (un episodio a sera) in orari notturni.
In Svizzera la prima stagione è stata trasmessa dalla RSI a partire dal gennaio 2006. La sesta stagione è andata in onda dal 21 marzo 2010 al 6 giugno 2010, mentre il 3 febbraio Telecom Italia ha avviato in esclusiva su web con la sua IPTV (CuboVision) la trasmissione degli episodi sottotitolati.
Durante una delle successive repliche su Rai 4 è stata censurata, con tanto di scritta di avviso, una delle prime sequenze del decimo episodio della seconda stagione, andato in onda il 1º marzo 2013 alle ore 19:40. La stessa sequenza, passata integrale al primo passaggio Rai il 13 marzo 2007, aveva infatti comportato una sanzione all'emittente da parte dell'autorità per le garanzie nelle comunicazioni.

### Edizioni in DVD e Blu-ray Disc

#### The New Man in Charge
The New Man in Charge è l'epilogo contenuto nei contenuti speciali nel cofanetto DVD/Blu Ray della serie completa. Il mini episodio della durata di 12 minuti fa luce su alcuni punti rimasti insoluti e mostra alcune situazioni, inerenti a Benjamin Linus, Hugo Reyes e Walt Lloyd, collocabili temporalmente dopo la fine della serie.

#### Lost: Missing Pieces
I Missing Pieces (letteralmente "le parti mancanti") sono una serie di 13 mini-episodi della durata di circa 3 minuti che approfondiscono alcuni aspetti della serie rimasti fino a quel punto nell'ombra, ma non fondamentali alla comprensione dell'intera storia. Sono stati distribuiti nell'intervallo fra la terza e la quarta stagione in anteprima per i possessori di cellulari Verizon, in seguito ripubblicati sul sito ufficiale della serie ed infine inseriti come contenuti speciali nel cofanetto DVD/Blu Ray della quarta stagione. Si tratta di scene girate appositamente ex novo, fatta eccezione per il dodicesimo, costituito da una scena tagliata dall'episodio Storia di due città e mai andata in onda. A seguire i titoli originali e della traduzione italiana dei Missing Pieces, con i personaggi protagonisti di ognuno.
1. L'orologio (The Watch) (Jack e Christian)
2. Le avventure di Hurley e Frogurt (The Adventures of Hurley and Frogurt) (Hurley e Neil)
3. Re del castello (King of the Castle) (Jack e Ben)
4. Il patto (The Deal) (Michael e Juliet)
5. Operazione sonno (Operation: Sleeper) (Jack e Juliet)
6. Camera 23 (Room 23) (Ben e Juliet)
7. Arzt & Crafts[29] (Hurley, Jin, Sun, Michael e Arzt)
8. Segreto nascosto (Buried Secrets) (Jin, Sun e Michael)
9. Depressione tropicale (Tropical Depression) (Michael e Arzt)
10. Jack, incontra Ethan, Ethan? Jack (Jack, Meet Ethan. Ethan? Jack) (Jack ed Ethan)
11. Jin è di cattivo umore al corso di golf (Jin Has a Temper-Tantrum on the Golf Course) (Hurley, Jin e Michael)
12. La busta (The Envelope) (Juliet e Amelia)
13. Così incomincia (So It Begins) (Jack, Christian e Vincent)

## Accoglienza

### Ascolti
Lost andò in onda sull'emittente American Broadcasting Company (ABC) dal 22 settembre 2004 al 23 maggio 2010. L'episodio pilota fu visto da 18,6 milioni di spettatori. La prima stagione di Lost ottenne una media di 16 milioni di spettatori ad episodio, classificandosi al 14º posto tra gli spettacoli in prima serata più visti, così come la seconda stagione. Il primo episodio della seconda stagione registrò oltre 23 milioni di spettatori, stabilendo un record per la serie.
Secondo un'indagine condotta da Informa Telecoms and Media nel 2006, Lost risultava la seconda serie più popolare a livello globale dopo CSI: Miami.
| Stagione | Ep. 1 | Ep. 2 | Ep. 3 | Ep. 4 | Ep. 5 | Ep. 6 | Ep. 7 | Ep. 8 | Ep. 9 | Ep. 10 | Ep. 11 | Ep. 12 | Ep. 13 | Ep. 14 | Ep. 15 | Ep. 16 | Ep. 17 | Ep. 18 | Ep. 19 | Ep. 20 | Ep. 21 | Ep. 22 | Ep. 23 | Ep. 24 | Ep. 25 | Media |
| -------- | ----- | ----- | ----- | ----- | ----- | ----- | ----- | ----- | ----- | ------ | ------ | ------ | ------ | ------ | ------ | ------ | ------ | ------ | ------ | ------ | ------ | ------ | ------ | ------ | ------ | ----- |
| Prima    | 18.65 | 17.00 | 16.54 | 18.16 | 16.82 | 16.83 | 18.73 | 18.44 | 17.64 | 17.15  | 18.88  | 21.59  | 20.81  | 19.69  | 19.48  | 17.87  | 19.49  | 18.85  | 17.75  | 17.12  | 17.20  | 17.10  | 18.62  | 20.71  | 20.71  | 18.39 |
| Seconda  | 23.47 | 23.17 | 22.38 | 21.66 | 21.38 | 20.01 | 21.87 | 19.29 | 21.54 | 20.56  | 19.13  | 19.05  | 18.74  | 18.20  | 16.43  | 15.30  | 16.21  | 16.38  | 15.68  | 15.56  | 16.35  | 14.67  | 17.84  | 17.84  | –      | 18.91 |
| Terza    | 18.82 | 16.89 | 16.31 | 17.09 | 16.07 | 17.15 | 14.49 | 12.84 | 12.95 | 12.78  | 12.45  | 12.48  | 12.22  | 11.52  | 11.66  | 12.09  | 12.08  | 11.86  | 12.33  | 12.11  | 12.32  | 13.86  | 13.86  | –      | –      | 13.75 |
| Quarta   | 16.07 | 15.06 | 13.62 | 13.53 | 12.85 | 12.90 | 11.87 | 11.28 | 12.33 | 11.14  | 11.28  | 11.40  | 12.20  | 12.20  | –      | –      | –      | –      | –      | –      | –      | –      | –      | –      | –      | 12.73 |
| Quinta   | 11.66 | 11.08 | 11.07 | 10.98 | 9.77  | 11.27 | 9.82  | 10.61 | 9.08  | 8.82   | 9.35   | 8.29   | 9.23   | 9.04   | 8.70   | 9.43   | 9.43   | –      | –      | –      | –      | –      | –      | –      | –      | 9.97  |
| Sesta    | 12.09 | 12.09 | 11.05 | 9.82  | 9.95  | 9.29  | 9.49  | 8.87  | 9.31  | 10.13  | 9.55   | 9.48   | 9.53   | 9.59   | 10.32  | 10.47  | 13.57  | 13.57  | –      | –      | –      | –      | –      | –      | –      | 10.85 |

### Critica
Lost viene considerata da numerosi critici una delle più grandi serie televisive di tutti i tempi. Bill Carter del New York Times ha definito Lost  "probabilmente la serie con la trama più avvincente nella storia della televisione". Nel 2012, Entertainment Weekly ha posizionato la serie al decimo posto nella classifica dei "25 migliori programmi TV degli ultimi 25 anni", mentre l'anno successivo TV Guide l'ha inserita al quinto posto nella classifica delle migliori serie di fantascienza e al trentaseiesimo in quella delle migliori serie di tutti i tempi. Nel settembre 2019 il The Guardian ha classificato la serie al 71º posto nella lista dei 100 migliori programmi TV del 21º secolo.
Sull'aggregatore di recensioni Rotten Tomatoes la serie ottiene l'85% delle recensioni professionali positive, mentre su Metacritic riceve un punteggio di 84 su 100 basato su 56 recensioni. La seguente tabella elenca i punteggi, espressi in centesimi, assegnati dalla critica professionale secondo gli aggregatori Metacritic e Rotten Tomatoes per ogni stagione.
| Aggregatore     | Stagioni | Stagioni | Stagioni | Stagioni | Stagioni | Stagioni |
| Aggregatore     | Prima    | Seconda  | Terza    | Quarta   | Quinta   | Sesta    |
| --------------- | -------- | -------- | -------- | -------- | -------- | -------- |
| Metacritic      | 86       | N.D.     | N.D.     | 87       | 78       | N.D.     |
| Rotten Tomatoes | 96       | 100      | 75       | 89       | 92       | 69       |

I dati sono aggiornati al 9 settembre 2023.

## Riferimenti ad altre opere
Sono presenti numerosi riferimenti a letteratura e cinema d'ogni epoca:
- Nell'intera serie (specialmente verso la fine) può essere trovato un parallelismo con la tragicommedia di William Shakespeare La tempesta nella quale il mago Prospero causa il naufragio di una nave e "porta" i naufraghi su una non meglio precisata isola, come Jacob; inoltre, molti fenomeni soprannaturali dell'Isola (specie il Fumo Nero, i bisbigli e i terremoti) ricordano espressamente le forze elementali invocate da Prospero nel dramma shakespeariano.
- I riferimenti culturali vengono espressi anche mediante i nomi dei personaggi, i quali richiamano a filosofi e scienziati come David Hume, Michail Bakunin, John Locke, Michael Faraday, Linus Pauling, Jeremy Bentham, Hermann Minkowski, Stephen Hawking, Ernest Rutherford, Clive Staples Lewis e Jean-Jacques Rousseau o a personaggi appartenenti al mondo della letteratura, come nel caso di Tom Sawyer e Jane Austen.
- In più di un episodio sono ravvisabili riferimenti ad Harry Potter, come ad esempio quando James porta gli occhiali.
- Nella quinta puntata della quarta stagione, La costante, il Daniel Faraday del futuro chiede a Desmond Hume di accennare a una certa Eloise affinché il Faraday del passato gli dia retta e gli creda: il nome Eloise è un chiaro riferimento al film The Million Dollar Hotel, di cui Jeremy Davies (l'attore che interpreta Daniel Faraday) è il protagonista.
- Hugo, specialmente a partire dalla quinta stagione, fa spesso riferimenti alla saga di Star Wars; in un episodio in particolare arriva addirittura a "riscrivere" il copione de L'Impero colpisce ancora.
- Nella puntata Deja-vu, quando Desmond, tornato indietro nel tempo, vede un uomo morire per il crollo di un cantiere, dal cumulo di mattoni spuntano le scarpe rosse del cadavere, chiaro riferimento alla morte della Strega dell'est nel film Il mago di Oz.
- Il romanzo Il signore delle mosche di William Golding viene citato da Sawyer nella prima stagione. L'intera serie è piena di riferimenti a tale romanzo.
- Il romanzo Uomini e topi di John Steinbeck è il libro preferito di Sawyer.
- Il romanzo che Sawyer ruba dalla valigia di Boone sulla spiaggia è La collina dei conigli di Richard Adams.
- Nella seconda stagione, una copia de Il Giro di vite di Henry James è presente su uno scaffale all'interno della stazione Cigno del Progetto DHARMA.
- Nella seconda stagione, Benjamin Linus legge i fratelli Karamazov di Dostoevskij mentre è prigioniero alla stazione Cigno e discute con John Locke del rapporto d’invidia tra l’autore ed Ernest Hemingway.

## Citazioni in altre opere
- Nel nono episodio della prima stagione della serie Fringe, il personaggio di Mark è in possesso di un biglietto della Oceanic; nella terza stagione, William beve da una bottiglia di MacCutcheon Scotch Whisky (stessa marca elogiata da Charles Widmore).[56]
- In Grey's Anatomy, nella puntata Ricordando il passato, la dottoressa Bailey fa un chiaro riferimento a Lost, dicendo "Non faccio che pensare che ci schianteremo su un'isola tropicale e saremo aggrediti da un orso polare".
- In alcune puntate della serie tv "NCIS" compaiono due criminali di nome Sahid e Erika.
- Nel suo romanzo The Dome, pubblicato nel 2009 ma ambientato in un'epoca leggermente posteriore, lo scrittore Stephen King immagina che di Lost sia stato realizzato un seguito intitolato The Hunted Ones.[57]
- Il video musicale Torno subito del cantante italiano Max Pezzali è un chiaro omaggio a Lost a partire dall'ambientazione dell'isola fino alla presenza di simboli che richiamano molto da vicino quelli del progetto DHARMA.
- Nell'episodio La maledizione del Blitz della serie televisiva How I Met Your Mother vi sono vari riferimenti a Lost come la presenza dei numeri 4, 8, 15, 16, 23, 42 e dell'attore Jorge Garcia il cui personaggio nella sitcom presenta dei punti in comune con il personaggio di Hurley.
- Nella seconda stagione della serie televisiva Boris la presentazione del protagonista Alessandro avviene tramite inquadrature che richiamano quelle dedicate ai protagonisti di Lost nelle puntate a loro dedicate.
- Nella quarta stagione della serie televisiva Chuck, in una delle scene iniziali dell'episodio diciassette, su una scheda sono ben visibili i numeri 4, 8, 15, 16, 23, 42 riferimento alla serie televisiva Lost. Nella seconda puntata della prima stagione, invece, un missile terra aria abbatte il volo Oceanic 815, lo stesso di Lost.
- Nel primo episodio della serie Flashforward appare sullo sfondo un grande cartello pubblicitario della Oceanic Airlines, chiaro omaggio alla serie Lost.
- In Diablo III si possono trovare delle pagine del diario di bordo della Roccia Nera.
- In Just Cause 2 e in X-Men le origini - Wolverine è possibile scontrarsi in una botola di fattezze simili a quella del bunker della stazione Cigno.
- In Singularity è possibile scontrarsi con la ruota dentata che Ben utilizza per spostare l'isola.
- In Call of Duty: World at War, Fallout 3, Duke Nukem Forever sono presenti come easter egg i numeri 4, 8, 15, 16, 23, 42.
- In Half-Life 2 è presente il logo della DHARMA.
- In Dead Island una delle missioni riguarda un misterioso disastro aereo: quello del volo Oceanic 1012, schiantatosi a nord dell'isola.[56]
- In World of Warcraft è presente una botola a Sholazar Basin che riporta i numeri 5, 9, 16, 17, 24, 43.
- In Grand Theft Auto V è presente una botola sul fondo marino a nord-est della mappa. Appena la si raggiunge con un sottomarino si morirà per la pressione dell'acqua.
- In molti progetti cinematografici diretti o prodotti da J. J. Abrams come Mission: Impossible III o Cloverfield possiamo trovare riferimenti al Progetto DHARMA, alla Hanso Foundation e alle Paik Heavy Industries.
- In The Vampire Diaries, nell'episodio 16 dell'ottava stagione, Stefan fa un riferimento a Lost dopo aver parlato con Elena.
- Nell'episodio pilota di Arrow, dopo che Oliver torna a casa e il suo migliore amico Tommy lo aggiorna su quanto era successo nel mondo mentre era via, dice "Lost? Erano tutti morti. Almeno credo."
- Nel film Questi sono i 40 si vede Sadie spesso intenta a guardare la serie finché rimane sconvolta dopo averne scoperto il finale.
- Nel film Kick-Ass il protagonista cita la serie temendo di non arrivare mai a conoscerne il finale in quanto probabilmente sarebbe rimasto ucciso.
- Nel film Tartarughe Ninja Michelangelo ne fa riferimento dicendo di non averne capito il finale.
- Nella serie Baby Reindeer la protagonista Marta ha come dominio del suo indirizzo e-mail gli iconici numeri della serie Lost: 4-8-15-16-23-42